# السلماني (الكرك)
السلماني منطقة سكنية تقع في لواء الأغوار الجنوبية، محافظة الكرك في الأردن. تنتمي المنطقة لقضاء غور الصافي الذي يضم 5 مناطق. يقدر عدد سكانها بـ 56 نسمة حسب إحصاء 2015.

## الوصلات الخارجية
- دائرة الاحصاءات العامة